# Abraxas fractifasciata
Abraxas fractifasciata là một loài bướm đêm trong họ Geometridae.